# Piezokeramik
Als Piezokeramik werden solche keramischen Werkstoffe bezeichnet, die unter Einwirkung einer Verformung durch eine äußere Kraft eine Ladungstrennung zeigen. Das heißt, dass wenn das Material z. B. mit Druck beaufschlagt und so verformt wird, sich elektrisch geladene Bereiche entweder an der Ober- bzw. Unterseite oder an gegenüberliegenden Mantelflächen bilden. Dies wird als direkter piezoelektrischer Effekt bezeichnet.
Umgekehrt kann durch Anlegen einer elektrischen Spannung und einer daraus resultierenden Ladungsbildung eine Verformung hervorgerufen werden. Dies wird als inverser piezoelektrischer Effekt bezeichnet.
Der piezoelektrische Effekt wurde schon 1880 von Pierre und Jacques Curie bei Quarz- und Rochellesalzkristallen entdeckt, er wird durch Verschiebung von Ionen in den Kristallen verursacht. Bei natürlichen Materialien ist dieser Effekt sehr gering, daher wurden verbesserte Keramiken, wie z. B. Blei-Zirkonat-Titanat (PZT) entwickelt, die man heute in der Piezotechnik anwendet.

## Anwendungen
Piezokeramiken finden heute Anwendung in weiten Bereichen der Technik. Eine der bekanntesten dürfte sicher der Schwingquarz als Taktgeber in einer Quarzuhr sein. Eine der Hauptanwendungen für Piezo-Keramik ist die Herstellung von Piezo-Aktuatoren für Kraftstoff-Einspritzsysteme. Seit 2000 wurden weltweit etwa 10 Millionen Fahrzeuge mit derartigen Piezo-Einspritzsystemen ausgerüstet. Vorteil derartiger Einspritzsysteme: sehr genaue Kraftstoffdosierung und kurze Ansprechzeiten. Bisher wurden größtenteils bei Dieseleinspritzanlagen derartige Aktuatoren eingesetzt.
Ansonsten werden Piezokeramiken auch als Schwinger zur Erzeugung von Ultraschall (beispielsweise im Ultraschallreinigungsgerät) verwendet und in Piezolautsprechern zur Erzeugung hörbarer Töne mit hohen Frequenzen. Auch als Tonabnehmersysteme bei Saiteninstrumenten werden Piezokeramiken verwendet. Hierbei liegen die Saiten auf dem Kristall auf und verformen ihn, wenn die Saite angeschlagen oder gestrichen wird. Die entstehende Elektrizität wird aufgenommen und dem Verstärker zugeleitet.
Ihre Eigenschaft der Ladungstrennung bei Verformung wird auch bei piezoelektrischen Sensoren genutzt, um mechanische Größen wie Kräfte und Beschleunigungen zu messen. Problematisch ist dabei jedoch, dass die Ladung sich mit der Zeit abbaut, weswegen mit piezokeramischen Kraftmessern nur Kurzzeitmessungen möglich sind.